# (34370) 2000 RY42
2000 RY42 (asteroide 34370) é um asteroide da cintura principal. Possui uma excentricidade de 0.08148720 e uma inclinação de 10.05799º.
Este asteroide foi descoberto no dia 3 de setembro de 2000 por LINEAR em Socorro.